# Hypnosis (Mr.Childrenの曲)
『hypnosis』（ヒプノシス）は、日本のバンド・Mr.Childrenの4作目の配信限定シングル。2012年8月29日にトイズファクトリーより発売された。

## 概要
前作『祈り 〜涙の軌道/End of the day/pieces』より4か月ぶりとなる作品で、配信限定で発売されたのは『かぞえうた』以来約1年4か月ぶりとなる。
ジャケットは絵ではなく「Mr.Children」と「hypnosis」の文字のみが書かれているもので、オフィシャルサイトのディスコグラフィーにジャケットは掲載されていない。

## 収録曲
| #  | タイトル     | 作詞・作曲 | 編曲                   | 弦編曲              | 時間 |
| -- | ------------ | ---------- | ---------------------- | ------------------- | ---- |
| 1. | 「hyonosis」 | 桜井和寿   | 小林武史 & Mr.Children | 小林武史 & 四家卯大 | 5:57 |

## 楽曲解説
1. hypnosis
  - 日本テレビ系水曜ドラマ『トッカン -特別国税徴収官-』主題歌[2]。
  - 仮タイトルは「三銃士」[3]。
  - 桜井和寿は「よくロック・バンドが、ノリのいい曲を続けたあと、ふと演奏するバラードというのがある。この曲は、ライブのそんな場面を想像しつつ作った。」と語っている[4]。
  - 野外音楽イベント『ap bank fes '12 Fund for Japan』では、17thアルバム『[(an imitation) blood orange]』収録曲の「Marshmallow day」と共に初披露された。
  - 配信限定シングルとしては、1st配信限定シングル『花の匂い』以来となるミュージック・ビデオが制作されており、メンバー全員が出演したのは15thアルバム『SUPERMARKET FANTASY』収録曲の「エソラ」以来となっている。監督は柿本ケンサクが務めた。ミュージック・ビデオは、『［(an imitation) blood orange］』の初回限定盤に収録されている。

## 演奏
- Mr.Children
  - 桜井和寿：Vocal, Guitar
  - 田原健一：Guitar
  - 中川敬輔：Bass
  - 鈴木英哉：Drums
- 小林武史：Keyboards

hypnosis
- 四家卯大ストリングス：Strings
- 四家卯大：Strings
- 沖祥子：Strings

## テレビ出演
配信開始のタイミングでは出演せず、本曲が収録されたアルバム『[(an imitation) blood orange]』発売時に披露された。
| 番組名                                    | 日付           | 放送局     | 演奏曲                                            |
| ----------------------------------------- | -------------- | ---------- | ------------------------------------------------- |
| Music Lovers                              | 2012年11月18日 | 日本テレビ | 祈り 〜涙の軌道 hypnosis Marshmallow day          |
| 日テレ系音楽の祭典 ベストアーティスト2012 | 2012年11月28日 | 日本テレビ | hypnosis 常套句                                   |
| ミュージックステーション                  | 2012年11月30日 | テレビ朝日 | hypnosis                                          |
| SONGS                                     | 2012年12月15日 | NHK        | 花 -Mémento-Mori- hypnosis Marshmallow day 常套句 |

## ライブ映像作品
| 曲名     | 作品名                                         |
| -------- | ---------------------------------------------- |
| hypnosis | Mr.Children [(an imitation) blood orange] Tour |

## 収録アルバム
- 『[(an imitation) blood orange]』
- 『Mr.Children 2011-2015』